# Tatort: Mike & Nisha
Mike & Nisha ist ein Fernsehfilm aus der Krimireihe Tatort. Die Ludwigshafener Ermittlerinnen Lena Odenthal und Johanna Stern ermitteln in ihrem 82. bzw. 23. Fall. Die Premiere erfolgte am 27. Juni 2025 im Rahmen des SWR Sommerfestivals in der Speyerer Gedächtniskirche.

## Handlung
Mike stellt seiner Familie seine Freundin Nisha vor. Das Treffen verläuft angespannt und eskaliert schließlich, als das Paar von Hochzeitsplänen berichtet. Kurz darauf liegen zwei Leichen im Wohnzimmer.

## Hintergrund
Der Film wurde vom 26. Juni 2024 bis zum 19. Juli 2024 in Ludwigshafen, Karlsruhe und Baden-Baden gedreht.

## Auszeichnungen
Der Film wurde für den Rheingold Publikumspreis 2025 auf dem Festival des deutschen Films in Ludwigshafen am Rhein nominiert.